# Seyyit Abdülkadir

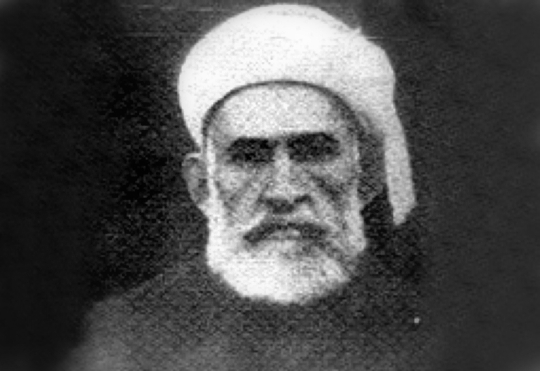
Seyyit Abdülkadir (um 1910)

Seyit Abdülkadir oder Seyyid Abdülkadir Efendi (kurdisch Seyîd Evdilqadir Efendî, * 1851 in Nehri/Osmanisches Reich; † 27. Mai 1925 in Bitlis/Türkei) war ein osmanisch-kurdischer Politiker. Er wurde im Zuge des Scheich-Said-Aufstandes 1925 erhängt. Seyyit Abdülkadir war ein Naqschbandischeich und Sohn Scheich Ubeydallahs.

## Biografie
Seyyit Abdülkadir stammt aus einer einflussreichen Familie aus dem Dorf Nehri in Şemdinan (heute Şemdinli). Er nahm am Aufstand seines Vaters 1879/1880 teil und organisierte ihn mit. Nach Niederschlagung wurde er mit seinem Vater nach Ta'if deportiert. 1905 zog er nach Beirut um. Nach der jungtürkischen Revolution von 1908 setzte sich Enver Pascha mit ihm in Verbindung. Seyyit Abdülkadir sollte das Bindeglied zwischen dem jungtürkischen Komitee für Einheit und Fortschritt und den Kurden spielen. So sendete er Telegramme an die kurdischen Clanführer, wurde selber Mitglied des Komitees und kehrte wieder nach Istanbul zurück.
Mit der Wiedereinsetzung der osmanischen Verfassung gründete er 1908 die Kürt Teavün ve Terakki Cemiyeti und wurde zu dessen Vorgesetzten auf Lebenszeit gewählt. Er nahm auch an der Gründung der Partei der Freiheit und Einigkeit teil. 1910 wurde er zum Senator im osmanischen Senat (Ayan Meclisi) ernannt. 1918 war er ein Mitbegründer der Kürdistan Teali Cemiyeti und war auch dessen Vorsitzender. Innerhalb der Kürdistan Teali Cemiyeti war er der Führer des Flügels, der sich für eine Autonomie der Kurden im osmanischen Staat einsetzte. Am 4. März 1919 wurde er im ersten Kabinett des Großwesirs Damat Ferid Pascha zum Vorsitzenden des Staatsrates (Şura-yı Devlet Reisliği).
In einem Interview der französischen Zeitung Journal D’Orient befürwortete er das Abkommen  vom 19. Dezember 1919 zwischen dem Kurden Scherif Pascha und dem Armenier Boghos Nubar Pascha zu Aufteilung des östlichen osmanischen Vilayets zwischen Kurden und Armeniern.

### Treffen mit den Briten
Als die Alliierten Istanbul nach dem Ersten Weltkrieg besetzt hatten, traf er sich mehrmals mit den Engländern. Als Vorsitzender der Kürdistan Teali Cemiyeti verhandelte er mit ihnen um einen autonomen kurdischen Staat. Als dies bekannt wurde, wurden er und andere führende Mitglieder der Vereinigung am 10. Juli 1919 vor die Hohe Pforte zitiert, es wurde ihnen verboten, auf eigene Faust mit den Engländern zu verhandeln.
Bei einem Treffen am 8. Dezember 1919 in Istanbul mit Thomas Beaumont Hohler, dem Staatssekretär des britischen Hochkommissars John de Robeck, erklärte Abdülkadir ihm, dass sich die Kurden und Armenier sowohl in Istanbul als auch in Paris geeinigt hätten. Er erklärte, dass der Damat Ferid Pascha Hilfe erbitte, um die Regierung des Großwesirs Ali Rıza Paschas zu stürzen und dass dann dieser den Kurden eine Autonomie und einiges andere in Aussicht gestellt habe. Weiterhin sagte er, dass man nicht abschätzen könne, was Mustafa Kemal zusammen mit den Aserbaidschanern, die von Ismail Enver und Halil (Kut) Pascha angeheizt wurden, bewirken könne, und dass Mustafa Kemal von Tag zu Tag eine größere Gefahr werde. Auf eine Frage Hohlers, ob die Hürriyet ve İtilaf Fırkası gegen Mustafa Kemal Gewalt anwenden würde, antwortete dieser mit ja. Tom Beaumont Hohler war von der Entschlossenheit Abdülkadirs, einen eigenen unabhängigen Staat Kurdistan zu gründen, sehr beeindruckt.

### Scheich-Said-Aufstand und Hinrichtung
Seyyit Abdülkadir war ein Gegner der Kemalisten und bot schon vorher den Briten seine Hilfe gegen die Kemalisten an. Nach dem Sieg der Kemalisten und Gründung der Türkei 1923 war Seyyit Abdülkadir der neuen Regierung auf Grund seines religiösen Einflusses ein Hindernis. 1925 brach der Scheich-Said-Aufstand aus. Seyyit Abdülkadir wurde im Zuge dieses Aufstandes vor einem Unabhängigkeitsgericht in Diyarbakır angeklagt. Das Gericht befand ihn für schuldig und verurteilte ihn zum Tode. Er wurde am 27. Mai 1925 in Bitlis hingerichtet.